# 1882년 미국 하원의원 선거
1882년 미국 하원의원 선거는 1882년 미국에서 치러진 하원의원 선거로, 제임스 가필드 대통령의 암살로 대통령직을 승계한 체스터 아서 대통령이 민주당의 엽관제 개혁에 반대하면서, 공화당은 참패하고, 민주당이 과반을 달성했다.

## 선거 결과
| 정당     | 의석수 |
| -------- | ------ |
| 민주당   | 192석  |
| 공화당   | 120석  |
| 재조정당 | 5석    |
| 지폐당   | 2석    |
| 무소속   | 4석    |
| 합계     | 325석  |